# ベン・アフレック
ベンジャミン・ジェーザ・アフレック（Benjamin Géza Affleck-Boldt, 1972年8月15日 - ）は、アメリカ合衆国の俳優、映画製作者。身長192cm。

## 概要
ケヴィン・スミスの映画『モール・ラッツ』（1995年）、『チェイシング・エイミー』（1997年）、『ドグマ』（1999年）への出演で知名度を上げ、友人のマット・デイモンと共同で脚本を書いた『グッド・ウィル・ハンティング/旅立ち』（1997年）でアカデミー賞とゴールデングローブ賞を受賞した。その後も、『アルマゲドン』（1998年）、『パール・ハーバー』（2001年）、『チェンジング・レーン』（2002年）、『トータル・フィアーズ』（2002年）、『デアデビル』（2003年）、『ハリウッドランド』（2007年）、『消されたヘッドライン』（2009年）に出演した。
アフレックは映画作家としても成功しており、これまでに監督作『ゴーン・ベイビー・ゴーン』（2007年）、『ザ・タウン』（2010年）、『アルゴ』が公開された。『アルゴ』により共同でプロデューサーを務めたジョージ・クルーニー、グラント・ヘスロヴと共にアカデミー作品賞を受賞した。
弟のケイシー・アフレックも俳優であり、『グッド・ウィル・ハンティング/旅立ち』、『ゴーン・ベイビー・ゴーン』、『ジェシー・ジェームズの暗殺』『マンチェスター・バイ・ザ・シー』に出演しており、『ジェシー・ジェームズの暗殺』でアカデミー助演男優賞にノミネート、『マンチェスター・バイ・ザ・シー』でアカデミー主演男優賞を受賞した。
映画活動のほかにアフレックは、積極的に政治や慈善活動に携わっている。マット・デイモンと共同で製作会社ライブプラネットを設立している。

## 生い立ち
カリフォルニア州バークレーで生まれる。母親のクリス・アン（旧姓ボルト）は小学校の教師、父親のティモシー・アフレックはドラッグ・カウンセラー、ソーシャル・ワーカー、用務員、自動車修理工、作家、俳優など様々な職に就いていた。また母はハーバード大学の卒業生であり、1960年代はフリーダム・ライダー活動に参加した。弟は同じく俳優のケイシー・アフレックである。アイルランド系、スコットランド系、イングランド系、ドイツ系の家系であり、「アフレック」という姓はスコットランド系である。米国聖公会系の家庭で育てられた。1984年に両親が離婚した後はマサチューセッツ州ケンブリッジに移った。8歳のときに2ブロック先に住むマット・デイモン（当時10歳）と出会った。学年は違ったものの、2人は後にCambridge Rindge and Latin Schoolに通った。アフレックはオクシデンタル大学とバーモント大学に通い、中東情勢を専攻した。

## キャリア

### 初期の作品
幼いころより子役として活動し、PBSの子供番組『The Voyage of the Mimi』やテレビ映画に出演した。1990年代には『Lifestories: Families in Crisis』のほか、『青春の輝き』（1992年、デイモンと共演）、『バッフィ/ザ・バンパイア・キラー』（1992年、クレジット無し）、『バッド・チューニング』（1993年）、『モール・ラッツ』（1995年）、『チェイシング・エイミー』（1997年）に出演した。『モール・ラッツ』と『チェイシング・エイミー』により監督・脚本家のケヴィン・スミスとのコラボレーションが始まった。スミスの『世界で一番パパが好き!』（2004年）では主演を果たし、View Askewniverse作品には『クラークス』以外すべてに出演している。他に初期のキャリアの段階で『サタデー・ナイト・ライブ』に何度か出演した。1993年には16分の長編コメディ『I Killed My Lesbian Wife, Hung Her on a Meat Hook, and Now I Have a Three-Picture Deal at Disney』で監督デビューを果たした。

### 1997年から2005年まで
1997年にデイモンと共同で脚本を執筆した『グッド・ウィル・ハンティング/旅立ち』が公開され、両者はアカデミー脚本賞を受賞した。また両者は映画にも出演し、アフレックは世界的に知名度を上げた。さらにアフレックとデイモンは、プロデューサーのショーン・ベイリーとクリス・ムーアと共に製作会社ライブプラネットを設立し、『Project Greenlight』、『Push, Nevada』などを製作した。特に『Project Greenlight』は2002年、2004年、2005年のエミー賞リアリティ番組部門にノミネートされた。
『グッド・ウィル・ハンティング』の後、アフレックは『アルマゲドン』（1998年）にブルース・ウィリスと対立するA・J・フロスト役で出演した。作品自体は評論家から否定的な意見も寄せられたもの、興行収入は全世界で5億5300万ドルに達する成功作となった。1999年にはロマンティック・コメディ『恋は嵐のように』でサンドラ・ブロックと共演した。2001年には『アルマゲドン』のマイケル・ベイ監督の『パール・ハーバー』に出演した。作品は同じく批判意見を多く受けたものの、全世界では4億4900万ドルを売り上げた。
2002年、ジャック・ライアンを主人公としたテクノスリラーシリーズの4作目『トータル・フィアーズ』で、かつてはアレック・ボールドウィンとハリソン・フォードが演じた同キャラクター役を務め、またモーガン・フリーマンと共演した。『トータル・フィアーズ』はトム・クランシーの同名小説を原作としている。ワシントン・ポストのアン・ホルナディは同作について、アフレックとフリーマンが「信じられない化学変化を起こしている」と評した。また同年、スリラー映画『チェンジング・レーン』でサミュエル・L・ジャクソンと対立する役を演じた。

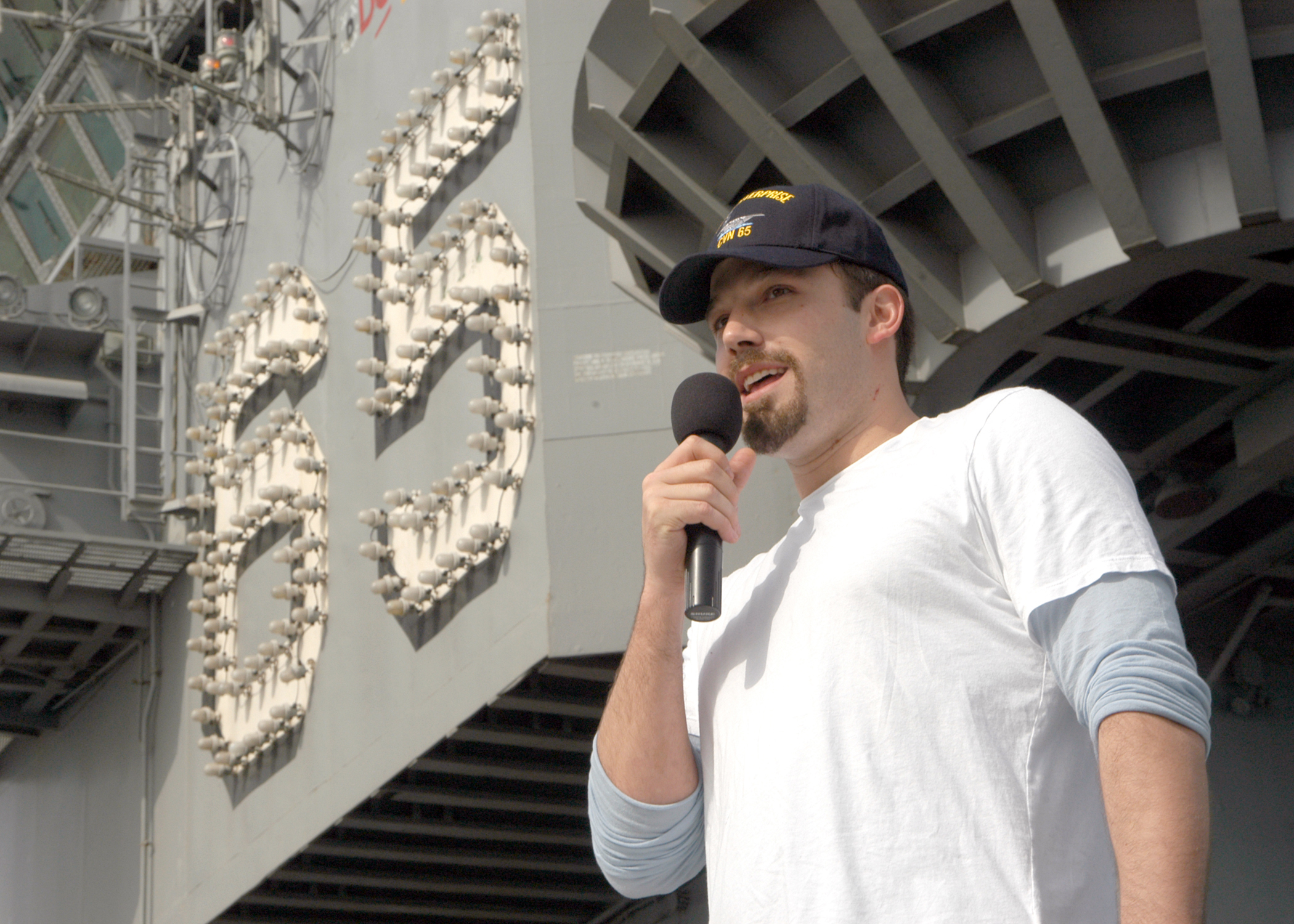
バーレーンマナーマのエンタープライズ (CVN-65)を訪れるアフレック（2003年12月）

翌2003年、マーク・スティーヴン・ジョンソン監督の『デアデビル』で主役のマッド・マードック / デアデビルを演じた。アフレックは『デアデビル』は子供の頃好きなコミックだった ために出演を決め、「誰でも子供のころから忘れられない唯一のものを持っている。この物語は僕にとってのそれだった」と説明した。また彼は「他の誰かに演じて欲しく無かった」とも語った。ロジャー・イーバートは『デアデビル』のレビューで、アフレックと共演のジェニファー・ガーナーはそれぞれの役柄にはまっていると評した。『デアデビル』は製作費7800万ドルに対して全世界での興行収入は1億7900万ドルに留まり期待外れとなり、酷評されてラジー賞の最低主演男優賞に選ばれた。ガーナーが主演したスピンオフ映画『エレクトラ』（2005年）にアフレックが出演しなかったのは、彼が『デアデビル』の酷評で落ち込み、しばらく憂鬱な気分が拭い去れなかったからだと言われている。
批評的な失敗作がいくつかあったにもかかわらず、アフレックの出演作は平均興行収入は1500万ドルと成功を続けた。主演作『ジーリ』（2003年）と『恋のクリスマス大作戦』（2004年）が興行的に失敗。

### 2006年 - 2009年

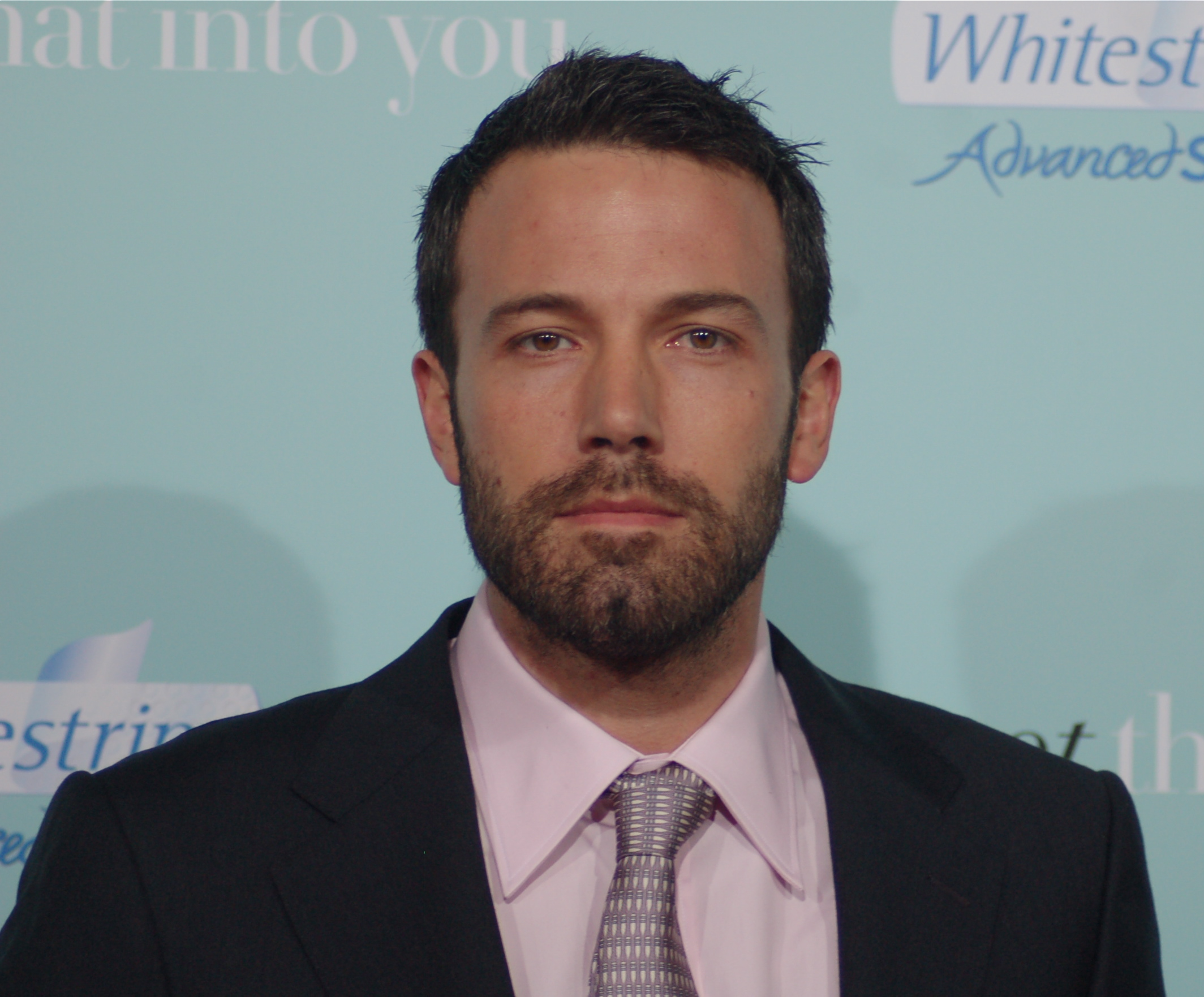
『そんな彼なら捨てちゃえば?』のプレミアにて（2009年2月）。

2006年、HBOのベテラン監督のアレン・コールターによる伝記映画『ハリウッドランド』にジョージ・リーヴス役で出演し、同作は絶賛された。アフレックの演技も好評され、『ローリング・ストーン』のピーター・トラヴァースは「皮肉なことにアフレックはリーヴスを演じる準備はできていた。彼は、外見の魅力、隠れた弱さ、キャリアが凋落し、それを止められない無力さを知る悲しみなどのキャラクターの内面を知っている」と書いた。『USAトゥデイ』のクラウディア・プッチは、アフレックは「力強い演技」を与えていると書いた。アフレックはこれによりヴェネツィア国際映画祭男優賞とハリウッド映画祭助演男優賞を受賞し、また、ゴールデングローブ賞助演男優賞にノミネートされた。『ハリウッドランド』の成功後、2007年の『スモーキン・エース/暗殺者がいっぱい』に賞金稼ぎのジャック・デュプリー役で出演した。『スモーキン・エース』は批評家には賛否分かれ、興行的に失敗した。
また2007年にはデニス・レヘインの小説『愛しき者はすべて去りゆく』を原作とした『ゴーン・ベイビー・ゴーン』で映画監督デビューを果たし、アーロン・ストッカードと共同で久しぶりに脚本も執筆した。同作には弟のケイシーが主演した。2007年10月に公開された。なぜ監督するのを決めたかについてアフレックは、「映画を監督するのは私にとって本当に有益だった。私は脚本や演技について多くのことを学んだと思い、すべての部分を内側から一つにする方法を学んだ。それは本当に貴重だった。それは良いものだった」と話した。映画は批評家に賞賛された。『エンターテインメント・ウィークリーのリサ・シュワルツバウムはアフレックが監督として「優れた才能を示している」と評した。
2008年、サラ・シルバーマンのビデオ「I'm Fucking Matt Damon」に対するレスポンス作であるジミー・キンメルのビデオ「I'm Fucking Ben Affleck」に出演した。同ビデオには他にグッド・シャーロットのジョエル・マッデン、ベンジー・マッデン、メイシー・グレイ、ドミニク・モナハン、ランス・バス、ジョシュ・グローバン、ドン・チードル、ブラッド・ピット、キャメロン・ディアス、ロビン・ウィリアムズ、ハリソン・フォード、ヒューイ・ルイス、ジョーン・ジェット、ピート・ウェンツ、クリストファー・ミンツ＝プラッセ、ミートローフ、ディッキー・バレットなど多くのセレブリティが出演している。

### 2009年 - 現在
2009年、アフレックは演技活動に復帰し、『そんな彼なら捨てちゃえば?』、『消されたヘッドライン』、『シンディにおまかせ』の3本に出演した。ロマンティック・コメディ『そんな彼なら捨てちゃえば?』ではジェニファー・アニストン、ドリュー・バリモア、スカーレット・ヨハンソン、ジャスティン・ロング、ジェニファー・コネリーとのアンサンブルを果たした。映画は賛否分かれたが、世界興行収入は1億6500万ドルと成功した。『消されたヘッドライン』はイギリスのテレビドラマ『ステート・オブ・プレイ〜陰謀の構図〜』の映画化であり、アフレックは下院議員スティーヴン・コリンズを演じた。同作は、政治家とメディアとの関係を探るポリティカル・スリラーである。コメディ映画『シンディにおまかせ』ではジェイソン・ベイトマン演じるキャラクターの親友であるディーンを演じた。
2010年、アフレックの監督映画2作目『ザ・タウン』が公開された。これはチャック・ホーガンの小説『強盗こそ、われらが宿命』を原作としており、批評的にも興行的にも成功した。監督のほかに共同脚本、主演も果たしており、ジョン・ハム、ジェレミー・レナー、クリス・クーパー、ブレイク・ライヴリーと共演した。アフレックはこの映画により、2011年パームスプリングス国際映画祭で委員長賞を受賞した。
2010年秋にオクラホマ州で撮影されたテレンス・マリック監督・脚本、オルガ・キュリレンコ、ハビエル・バルデム、レイチェル・マクアダムス、レイチェル・ワイズ共演のドラマ映画『トゥ・ザ・ワンダー』は、2013年に公開。
また2012年には、ジョージ・クルーニーとグラント・ヘスロヴ製作による監督3作目『アルゴ』が公開された。この作品は1979年のイランアメリカ大使館人質事件で起こった「カナダの策謀」を描いている。この作品によりアフレックは第85回アカデミー賞でクルーニーとヘズロヴと共にアカデミー作品賞を受賞した。

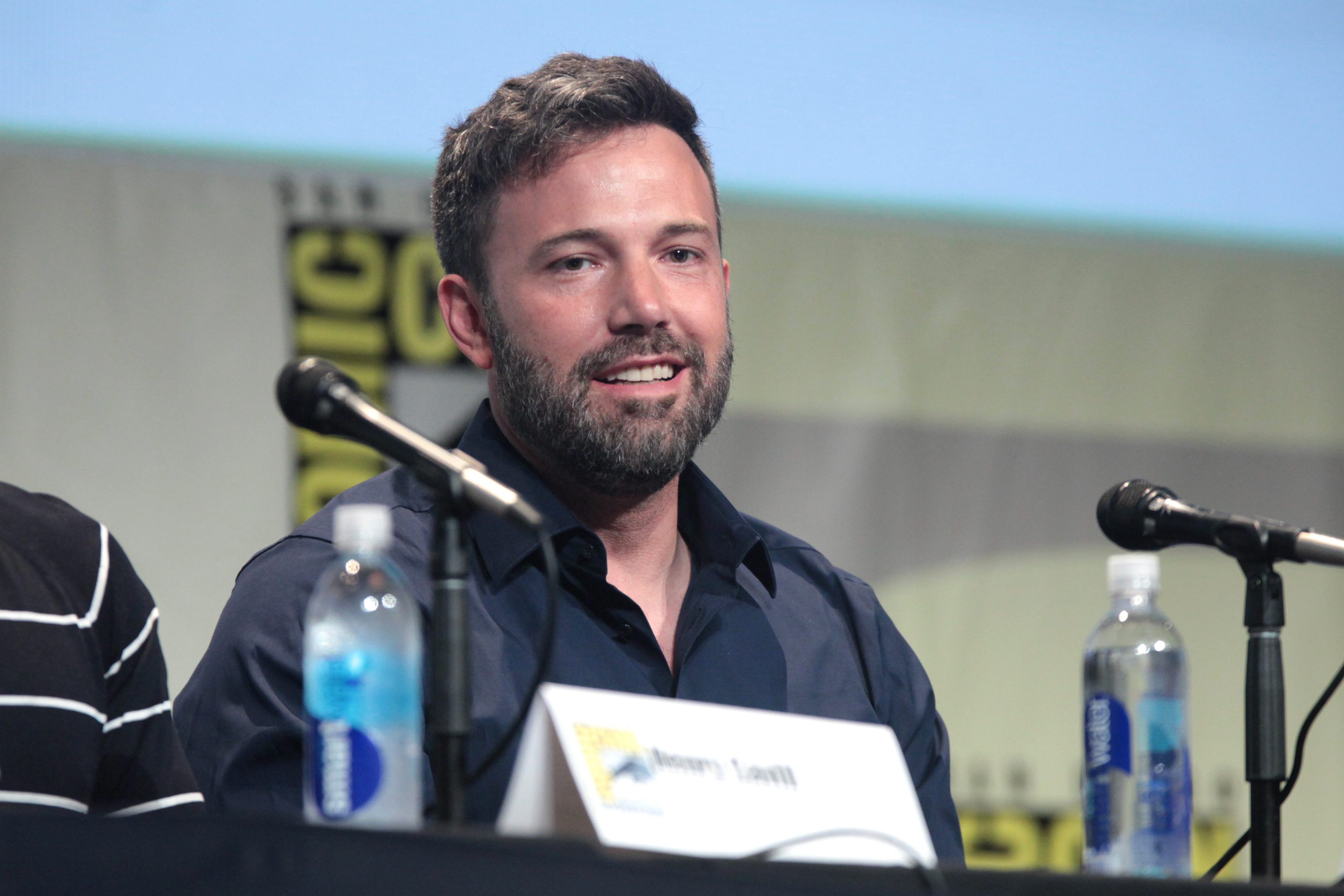
2015年、コミコン・インターナショナル出演時

『アルゴ』の次回作には、スティーヴン・キングの小説『The Stand』の監督として、降板したデヴィッド・イェーツに代わって選ばれていたが、降板した。2016年は『デアデビル』で覆面のヒーローを演じた経験を買われ、『マン・オブ・スティール』の続編映画『バットマン vs スーパーマン ジャスティスの誕生』でブルース・ウェイン / バットマンを演じた。アフレックは『ハリウッドランド』でスーパーマンを演じた俳優ジョージ・リーヴスを演じているため、初めてスーパーマンとバットマンを演じた俳優となった。『バットマン vs スーパーマン』は制作費2億5千万ドルでアメリカのみで約3億ドル、世界で約8億7千万ドルの興行収入という結果で『デアデビル』を超えた。2017年にはアフレックが主演・監督・脚本を兼任するバットマン映画が企画されていたが頓挫したため、バットマン役を降板した。2021年にデジタル配信、ソフトスルーされた『ジャスティス・リーグ:ザック・スナイダーカット』でバットマン役に復帰し、2023年公開の映画『ザ・フラッシュ』ではかつてバットマン役だったマイケル・キートンと共演する。

## 俳優以外の活動

### 慈善・人道的プロジェクト
『恋は嵐のように』の撮影開始後、アフレックは非営利慈善団体のA-Tチルドレンズ・プロジェクトの支援を始めた。アフレックは毛細血管拡張性運動失調症（A-T）を持つ9歳の少年と面会した。

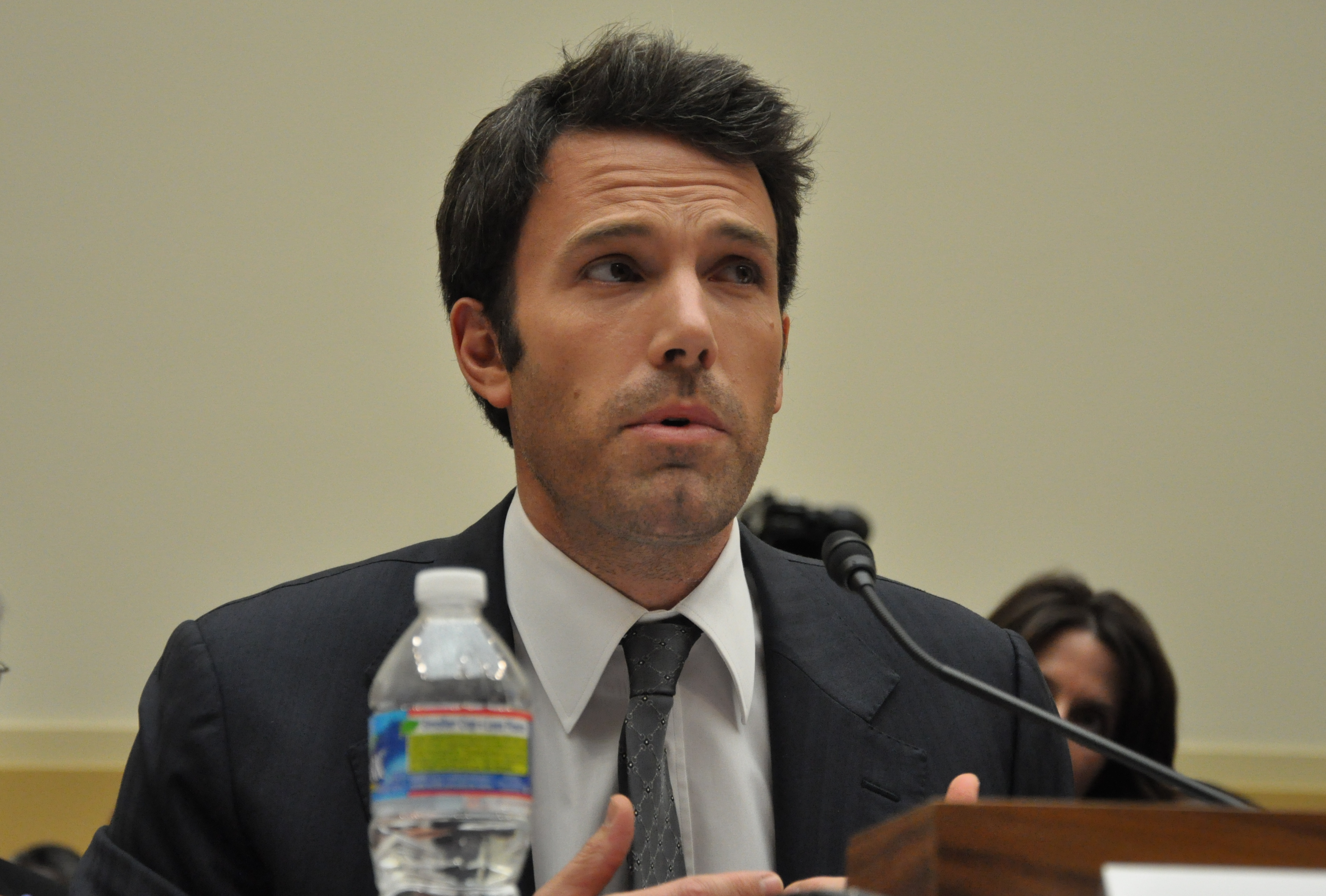
コンゴの連邦議会で証言するアフレック（2011年）

彼は2007年から、戦争で荒廃した東コンゴ（コンゴ民主共和国）の人道危機を研究・調査し、難民、司令官や議会の議員などと面談、2008年6月にABC Newsレポートを発表した。2008年12月には、コンゴの難民の窮境を短編映画として公開し、国連と協力した。2010年3月に東コンゴ・イニシアティブを設立した。レイプや性的暴力の生存者を支援、医療や教育へのアクセスを増やし、経済的機会を促進させたコミュニティレベルの平和と和解のプログラムを実行している。

アフレックは、次のように述べている。

私たちはこの地域の局面に対して、これまでにないような新しい方法と挑戦により、人道援助と持続可能な発展のための経験を用いて、パートナーとの独自の新案をまとめました。今、この危機に着目し、それによって影響を受ける人々の危機管理度を上げて、彼らとの地域に関する積極的な意見交換により、非常な困難に直面しているコンゴの人々と共に働きます。

また彼は、世界貧困プロジェクトのキャンペーンの一環である「1日150円の生活」を、2013年4月29日から2013年5月3日までの5日間挑戦した。極度の貧困生活を強いられている14億の人々と苦しみを共有し、その資金面のパートナーとなる約束を掲げた。
2015年には、ピープルズ・チョイス・アワードの人道主義者賞に、東コンゴ・イニシアティブ（ECI）Founderであるアフレックが受賞している。

### 政治的活動
民主党支持者であり、2000年のアメリカ大統領選挙ではアル・ゴア、2004年の選挙ではジョン・ケリーを、2008年の選挙ではバラク・オバマを支持していた。

## 私生活
アフレックは自身を割礼されたバプテストであると語っている。

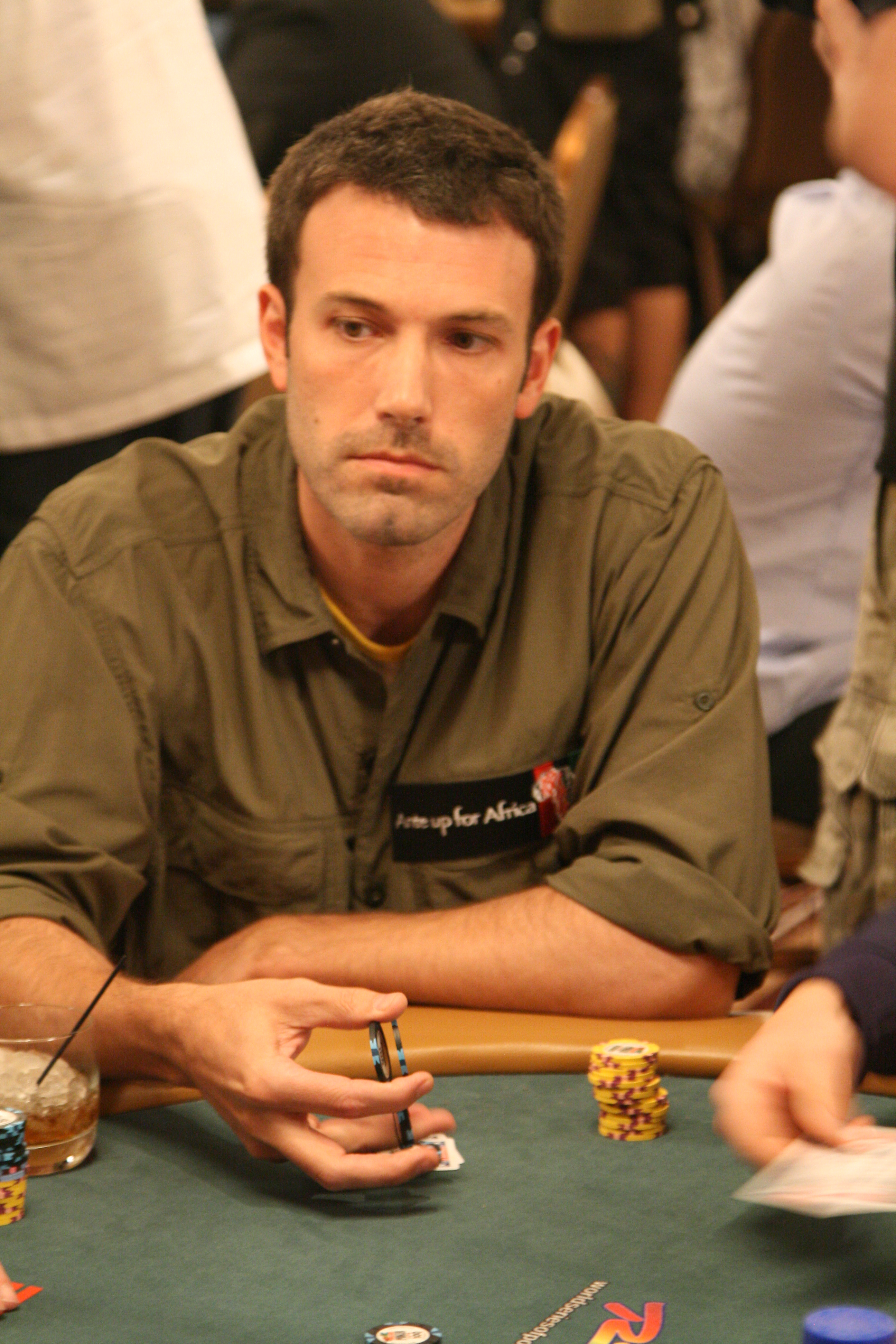
2008年のワールドシリーズオブポーカーでのアフレック。

アフレックは熱心なポーカープレイヤーとしても知られ、定期的に地元のイベントに参加している。ポーカーのプロのアミール・ヴァヘディとアニー・デュークから個別指導を受け、また2004年6月にはロサンゼルスで開催されたカリフォルニア州ポーカー選手権に出場して賞金35万4千600ドルを獲得し、同年のワールドポーカーツアー決勝トーナメント出場資格を得た。ボストン・レッドソックス、ニューイングランド・ペイトリオッツ、ボストン・セルティックス、ボストン・ブルーインズのファンである。
子役時代出演した『The Voyage of the Mimi』の撮影で1年近くメキシコで過ごしたこともあり、かなり流暢にスペイン語がしゃべれる。

### 家族と交際関係

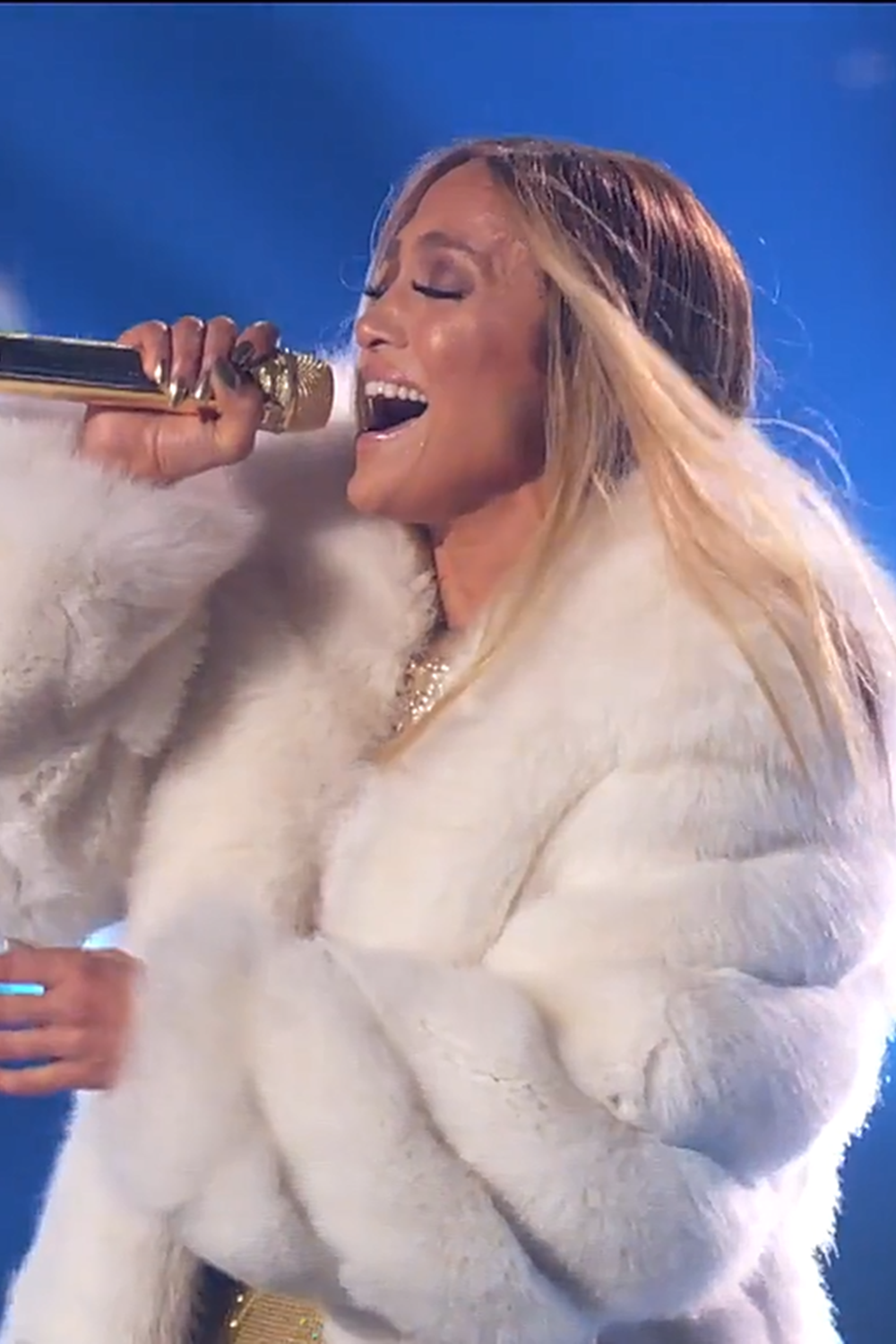
ジェニファー・ロペス

1998年にはブラッド・ピットと破局した後のグウィネス・パルトローとの交際で知られていた。2002年、『ジーリ』の撮影前に女優・歌手のジェニファー・ロペスとの交際が始まった。同年にはロペスとの婚約が発表され、カップルは「ベニファー」としてエンターテインメントメディアで注目を浴びた。9月14日に結婚を予定していたが2004年に破局し、さらにクリスチャン・スレーターやラップダンサーとともにバンクーバーで開いたという疑惑のパーティに関してメディアから非難された。メディアの注目はカップルの共演作である2003年の『ジーリ』の公開まで続き、さらに同作は興行的に失敗した。
アフレックはその後『デアデビル』での共演者ジェニファー・ガーナーと交際を始め、9ヵ月後に婚約した。アフレックとガーナーは2005年6月29日にタークス・カイコス諸島で結婚した。2005年12月1日に長女のヴァイオレット・アン、2009年1月6日に次女のセラフィーナ・ローズ・エリザベス、2012年2月27日に長男のサミュエルが誕生した。一家はロサンゼルスとマサチューセッツ州に定住するほか、ジョージア州サバンナに別荘を構えている。
2015年、ガーナーとの離婚を発表。ガーナーとの離婚の原因はアフレックがアルコールとギャンブルを再開したことと言われている。2018年には離婚が成立した。
2022年4月、かつて破局したジェニファー・ロペスと復縁し、婚約、7月に結婚。2024年にはアフレックがプロデュースを務めた映画『アンストッパブル』にロペスが出演した。しかし2025年に離婚。

### 禁酒と禁煙
アフレックは2001年にアルコール・リハビリを始めた。また『スモーキン・エース/暗殺者がいっぱい』の撮影時には頻繁に喫煙することを求められたため、終了後にはその趣味をなくした。
ジェニファー・ガーナーとの離婚成立の2か月前となる2018年8月に、ガーナーの勧めもありアルコール依存症克服のためリハビリ施設に入所した。

### 隠蔽騒動
家族のルーツを探すテレビ番組「Finding Your Roots」に出演の際、先祖に奴隷所有者がいる件を隠すよう番組司会者のヘンリー・ルイス・ゲイツ・ジュニアに依頼、番組はそれに触れずに2014年11月に放送されたが、翌年4月、放送前にゲイツがこの件をソニー・ピクチャーズの会長兼最高経営責任者マイケル・リントンに相談していたメールのやりとりがウィキリークスに流出し、ベンの隠蔽工作が世間の知るところとなった。暴露の5日後、ベンは自身のフェイスブックで、米国の奴隷制に関する議論に貢献できたことは喜ばしい、と述べ、番組側も独自の判断とするコメントを出したが騒ぎは収まらず、翌日、ジョージア州に住んでいた母方の6代前の祖先が奴隷所有者であったことを自身で公表した。

## フィルモグラフィ

### 映画

#### 劇場公開映画
| 年   | 題名                                                                             | 役名                            | 備考 | 吹き替え                                    |
| ---- | -------------------------------------------------------------------------------- | ------------------------------- | --- | ------------------------------------------- |
| 1981 | The Dark End of the Street                                                       | 少年                            | | N/A                                         |
| 1992 | バッフィ/ザ・バンパイア・キラー Buffy the Vampire Slayer                         | プレイヤー10                    | カメオ出演 | 不明                                        |
| 1992 | 青春の輝き School Ties                                                           | チェスティ・スミス              | | 菊地毅                                      |
| 1993 | バッド・チューニング Dazed and Confused                                          | フレッド・オバニオン            | 小林親弘（Netflix版） |                                             |
| 1995 | モール・ラッツ Mallrats                                                          | シャノン・ハミルトン            | 平田広明 |                                             |
| 1997 | インディアナポリスの夏/青春の傷痕 Going All the Way                              | トム・“ガナー”・カッセルマン    | （吹き替え版なし） |                                             |
| 1997 | チェイシング・エイミー Chasing Amy                                               | ホールデン・マクニール          | 堀内賢雄 |                                             |
| 1997 | グッド・ウィル・ハンティング/旅立ち Good Will Hunting                            | チャッキー・サリヴァン          | 兼脚本 アカデミー脚本賞受賞 ゴールデングローブ賞 脚本賞受賞                                                                         | 堀内賢雄（ソフト版） 後藤敦（機内上映版）   |
| 1998 | ファントム Phantoms                                                              | シェリフ・ブライス・ハモンド    | | 松本保典                                    |
| 1998 | アルマゲドン Armageddon                                                          | A・J・フロスト                  | 大滝寛（ソフト版） 小杉十郎太（フジテレビ版） 楠大典（日本テレビ版）                                                                |                                             |
| 1998 | 恋におちたシェイクスピア Shakespeare in Love                                     | ネッド・アレン                  | 山路和弘 |                                             |
| 1999 | 200本のたばこ 200 Cigarettes                                                     | バーテンダー                    | 松本大 |                                             |
| 1999 | 恋は嵐のように Forces of Nature                                                  | ベン・ホームズ                  | 大滝寛 |                                             |
| 1999 | ドグマ Dogma                                                                     | バートルビー                    | 堀内賢雄 |                                             |
| 2000 | マネー・ゲーム Boiler Room                                                       | ジム・ヤング                    | 別題『マネー・ゲーム 株価大暴落』                                                                                                   | 小野健一                                    |
| 2000 | レインディア・ゲーム Reindeer Games                                              | ルディ・ダンカン                | | 成田剣（ソフト版） 堀内賢雄（テレビ朝日版） |
| 2000 | 偶然の恋人 Bounce                                                                | バディ・アマラオ                | 森川智之 |                                             |
| 2001 | パール・ハーバー Pearl Harbor                                                    | 1st Lt / レイフ・マコーレー     | 堀内賢雄（ソフト版） 桐本琢也（テレビ朝日版）                                                                                       |                                             |
| 2001 | ジェイ&サイレント・ボブ 帝国への逆襲 Jay and Silent Bob Strike Back              | ホールデン・マクニール / 本人   | 堀内賢雄（ソフト版） 土田大（Netflix版）                                                                                            |                                             |
| 2002 | 夏のレモネード Stolen Summer                                                     | N/A                             | 製作 | N/A                                         |
| 2002 | チェンジング・レーン Changing Lanes                                              | ギャビン・バネク                | | 咲野俊介                                    |
| 2002 | トータル・フィアーズ The Sum of All Fears                                        | ジャック・ライアン              | 堀内賢雄（ソフト版） 山寺宏一（フジテレビ版）                                                                                       |                                             |
| 2002 | 恋の方程式 あなたのハートにクリック2 The Third Wheel                             | マイケル                        | 室園丈裕 |                                             |
| 2003 | デアデビル Daredevil                                                             | マット・マードック / デアデビル | ゴールデンラズベリー賞最低主演男優賞受賞                                                                                            | 小山力也（ソフト版） 咲野俊介（機内上映版） |
| 2003 | ジーリ Gigli                                                                     | ラリー・ジーリ                  | ゴールデンラズベリー賞最低スクリーンカップル賞受賞 ゴールデンラズベリー賞最低主演男優賞受賞                                         | 咲野俊介                                    |
| 2003 | ペイチェック 消された記憶 Paycheck                                               | マイケル・ジェニングス          | ゴールデンラズベリー賞最低主演男優賞受賞                                                                                            | 咲野俊介（ソフト版） 楠大典（テレビ朝日版） |
| 2004 | 世界で一番パパが好き! Jersey Girl                                                | オリー・トリンキ                | | 宮本充                                      |
| 2004 | 恋のクリスマス大作戦 Surviving Christmas                                         | ドリュー・ラーサム              | 咲野俊介 |                                             |
| 2005 | The FEAST/ザ・フィースト Feast                                                   | N/A                             | 製作総指揮 | N/A                                         |
| 2006 | 男と女の大人可愛い恋愛法則 Man About Town                                        | ジャック・ジャモロ              | | 松山健司                                    |
| 2006 | クラークス2/バーガーショップ戦記 Clerks II                                       | のろまな男                      | （吹き替え版なし） |                                             |
| 2006 | ハリウッドランド Hollywoodland                                                   | ジョージ・リーヴス              | ゴールデングローブ賞 助演男優賞ノミネート                                                                                           | 関俊彦                                      |
| 2006 | スモーキン・エース/暗殺者がいっぱい Smokin' Aces                                 | ジャック・デュプリー            | | 落合弘治                                    |
| 2007 | ゴーン・ベイビー・ゴーン Gone Baby Gone                                          | N/A                             | 監督・脚本・製作 | N/A                                         |
| 2009 | そんな彼なら捨てちゃえば? He's Just Not That into You                            | ニール・ジョーンズ              | | 咲野俊介                                    |
| 2009 | 消されたヘッドライン State of Play                                               | スティーブン・コリンズ          | | 咲野俊介                                    |
| 2009 | シンディにおまかせ Extract                                                       | ディーン                        | 日本劇場未公開 | 不明                                        |
| 2010 | カンパニー・メン The Company Men                                                 | ボビー・ウォーカー              | | （吹き替え版なし）                          |
| 2010 | ザ・タウン The Town                                                              | ダグ・マクレイ                  | 兼監督・脚本・製作 | 土田大                                      |
| 2012 | アルゴ Argo                                                                      | トニー・メンデス                | 兼監督・製作 アカデミー作品賞受賞 ゴールデングローブ賞 監督賞受賞 英国アカデミー賞 監督賞受賞 英国アカデミー賞 主演男優賞ノミネート | 森川智之                                    |
| 2012 | トゥ・ザ・ワンダー To the Wonder                                                 | ニール                          | | （吹き替え版なし）                          |
| 2013 | ランナーランナー Runner, Runner                                                  | アイヴァン・ブロック            | 堀内賢雄（日本ソフト版） 咲野俊介（海外ソフト版）                                                                                   |                                             |
| 2014 | ゴーン・ガール Gone Girl                                                         | ニック・ダン                    | 森川智之 |                                             |
| 2016 | バットマン vs スーパーマン ジャスティスの誕生 Batman v Superman: Dawn of Justice | ブルース・ウェイン / バットマン | 小原雅人 |                                             |
| 2016 | スーサイド・スクワッド Suicide Squad                                             | ブルース・ウェイン / バットマン | 小原雅人 | クレジットなし                              |
| 2016 | ザ・コンサルタント The Accountant                                                | クリスチャン・ウルフ            | 小原雅人 |                                             |
| 2016 | 夜に生きる Live by Night                                                         | ジョー・コフリン                | 小原雅人 | 兼監督・脚本・製作                          |
| 2017 | ジャスティス・リーグ Justice League                                              | ブルース・ウェイン / バットマン | 小原雅人 | 兼製作総指揮                                |
| 2019 | ジェイ&サイレント・ボブ リブートを阻止せよ! Jay and Silent Bob Reboot            | ホールデン・マクニール          | カメオ出演 | 堀内賢雄                                    |
| 2020 | ザ・ウェイバック The Way Back                                                    | ジャック・カニンガム            | 日本劇場未公開 | 小原雅人                                    |
| 2021 | 最後の決闘裁判 The Last Duel                                                     | ピエール伯                      | 兼脚本・製作総指揮 | 堀内賢雄                                    |
| 2021 | 僕を育ててくれたテンダー・バー The Tender Bar                                    | チャーリー・モーリンガー        | ゴールデングローブ賞 助演男優賞ノミネート                                                                                           | 堀内賢雄                                    |
| 2022 | ジェニファー・ロペス: ハーフタイム Jennifer Lopez: Halftime                      | 本人                            | ドキュメンタリー | 片山公輔                                    |
| 2022 | クラークス3 Clerks III                                                           | ボストン・ジョン                | カメオ出演 | （吹き替え版なし）                          |
| 2023 | AIR/エア Air                                                                     | フィル・ナイト                  | 兼監督・製作 | 咲野俊介                                    |
| 2023 | ドミノ Hypnotic                                                                  | ダニー・ローク                  | | 森川智之                                    |
| 2023 | ザ・フラッシュ The Flash                                                         | ブルース・ウェイン / バットマン | 小原雅人 |                                             |
| 2024 | Small Things Like These                                                          | N/A                             | 製作総指揮 | N/A                                         |
| 2024 | インスティゲイターズ 〜強盗ふたりとセラピスト〜 The Instigators                  | N/A                             | 製作 | N/A                                         |
| 2024 | アンストッパブル Unstoppable                                                     | N/A                             | 製作 | N/A                                         |
| 2025 | ザ・コンサルタント2 The Accountant 2                                             | クリスチャン・ウルフ            | 兼製作 日本劇場未公開 | 小原雅人                                    |
| TBA  | Gawker                                                                           | ハルク・ホーガン                | プリプロダクション |                                             |

#### テレビ映画
| 年   | 題名                                        | 役名           | 備考       | 吹き替え           |
| ---- | ------------------------------------------- | -------------- | ---------- | ------------------ |
| 1987 | Hands of a Stranger                         | ビリー・ハーン |            | （吹き替え版なし） |
| 1991 | ガラスの絆 Daddy                            | ベン・ワトソン |            | （吹き替え版なし） |
| 1995 | グローリー・デイズ〜旅立ちの日〜 Glory Daze | ジャック       | 大滝寛     |                    |
| 2015 | ある大邸宅の結婚狂想曲 The Leisure Class    | N/A            | 製作総指揮 | N/A                |

#### WEB配信映画
| 年   | 題名                                                                       | 役名                             | 配信局             | 吹き替え           |
| ---- | -------------------------------------------------------------------------- | -------------------------------- | ------------------ | ------------------ |
| 2019 | トリプル・フロンティア Triple Frontier                                     | トム・“レッドフライ”・デイヴィス | Netflix            | 森川智之           |
| 2020 | マクマホン・ファイル The Last Thing He Wanted                              | トリート・モリソン               | Netflix            | 森川智之           |
| 2021 | ジャスティス・リーグ:ザック・スナイダーカット Zack Snyder's Justice League | ブルース・ウェイン / バットマン  | U-NEXT             | 小原雅人           |
| 2022 | 底知れぬ愛の闇 Deep Water                                                  | ヴィック・ヴァン・アレン         | Amazon Prime Video | 森川智之           |
| 2024 | This Is Me… Now ディス・イズ・ミー… ナウ This Is Me...Now: A Love Story    | レックス・ストーン / バイカー    | Amazon Prime Video | （吹き替え版なし） |
| 2026 | Rip リップ RIP                                                             | TBA                              | Netflix            | TBA                |

### テレビ
| 年              | 題名                                         | 役名                         | 備考                                         | 吹き替え           |
| --------------- | -------------------------------------------- | ---------------------------- | -------------------------------------------- | ------------------ |
| 1984            | The Voyage of the Mimi                       | C・T・グランヴィル           | 計6話出演                                    | N/A                |
| 1986            | ABC Afterschool Special                      | ダニー・コールマン           | 第15シーズン第2話「Wanted: The Perfect Guy」 | N/A                |
| 1988            | The Second The Voyage of the Mimi            | C・T・グランヴィル           | 計12話出演                                   | N/A                |
| 1993            | Against the Grain                            | ジョー・ウィリー・クレモンズ | 計8話出演                                    | N/A                |
| 2000-2013       | サタデー・ナイト・ライブ Saturday Night Live | 本人                         | 計7話出演                                    | （吹き替え版なし） |
| 2001-2005, 2015 | Project Greenlight                           | 本人                         | 兼製作総指揮                                 | N/A                |
| 2016            | The Runner                                   | N/A                          | 製作総指揮                                   | N/A                |
| 2016            | インコーポレイテッド Incorporated            | N/A                          | 製作総指揮                                   | N/A                |
| 2019            | CITY ON A HILL/罪におぼれた街 City on a Hill | N/A                          | 製作総指揮                                   | N/A                |

## 日本語吹き替え
主に担当しているのは、以下の人物である。
堀内賢雄
『グッド・ウィル・ハンティング/旅立ち』（ソフト版）で初担当。初期から現在まで、最も多く吹き替えている。
咲野俊介
『チェンジング・レーン』で初担当。堀内の次に多く吹き替えている。
小原雅人
『バットマン vs スーパーマン ジャスティスの誕生』のブルース・ウェイン / バットマン 役で初担当。以降、DCエクステンデッド・ユニバース をはじめとして上記二名に次いで多く吹き替えている。
森川智之
『偶然の恋人』で初担当。『アルゴ』以降、起用が増えている。
このほかにも、大滝寛、土田大、楠大典、桐本拓哉、小杉十郎太なども声を当てている。